# Tipula (Lunatipula) subaurita
Tipula (Lunatipula) subaurita is een tweevleugelige uit de familie langpootmuggen (Tipulidae). De soort komt voor in het Palearctisch gebied.